# Paloma Sainz
Paloma Sainz (nacida en Oviedo, 1961) es una política asturiana. Licenciada en Derecho por la Universidad de Oviedo, es funcionaria de carrera del Cuerpo Superior de Administradores desde 1987. Entre 1999 y 2003 fue directora general de Formación en la Consejería de Trabajo y Promoción de Empleo y entre 2003 y 2007 fue directora general de Formación Profesional 
en la Consejería de Educación del Principado de Asturias
En 2007 renuncia al puesto de directora general de Formación Profesional del Ministerio de Educación, por su compromiso y la responsabilidad asumida como Portavoz del PSOE en el Ayuntamiento de Oviedo.
Desde mayo de 2007 y mayo de 2011 fue  la Portavoz de la oposición al alcalde de Oviedo, Gabino de Lorenzo, del Partido Popular, que en las elecciones municipales del 27 de mayo de 2007 revalidó su  mayoría absoluta, obteniendo 17 de los 27 concejales en liza. Sainz, al frente de la candidatura del Partido Socialista Obrero Español obtuvo 9, y Asamblea de Ciudadanos por la Izquierda (ASCIZ), 1.
En las elecciones municipales de 2011 tras perder tres concejales, dimite y se incorpora de nuevo, como funcionaría a la Administración  del Principado de Asturias.